# Clovia bipunctata
Clovia bipunctata är en insektsart som beskrevs av Kirby 1891. Clovia bipunctata ingår i släktet Clovia och familjen spottstritar. Inga underarter finns listade i Catalogue of Life.